# Підгорна (Тимановське сільське поселення)
Підго́рна (рос. Подгорная) — присілок у складі Бабушкінського району Вологодської області, Росія. Входить до складу Тимановського сільського поселення.

## Населення
Населення — 2 особи (2010; 4 у 2002).
Національний склад (станом на 2002 рік):
- росіяни — 100 %